# Woman’s Christian Temperance Union

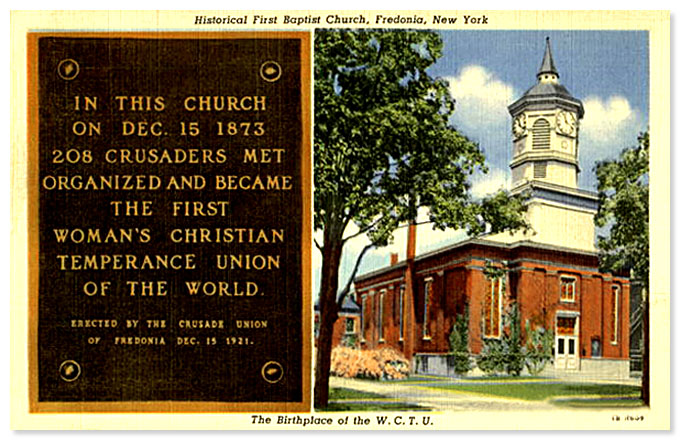
Postkarte von der Erinnerungstafel und der Baptistenkirche in Fredonia, dem Gründungsort der ersten lokalen Woman’s Christian Temperance Union (1873).

Die Woman’s Christian Temperance Union (WCTU) war eine Frauenorganisation, die ihren Ursprung in den Vereinigten Staaten hatte und im ausgehenden 19. Jahrhundert die größte Frauenorganisation der Vereinigten Staaten war. Entstanden aus der Abstinenzbewegung (Temperance Movement) der 1870er wuchs die WCTU zu einer viel beachteten Organisation an, die nicht nur für ein Alkoholverbot und für die Rechte der Frauen kämpfte, sondern sich auch für Sozialreformen engagierte. Die Woman’s Christian Temperance Union war und ist mit eigenständigen nationalen Organisationen, vor allem in englischsprachigen Ländern, vertreten.

## Vorgeschichte
Seit Mitte des 18. Jahrhunderts versuchten die Regierungen Englands und der amerikanischen Kolonien erfolglos, den übermäßigen Alkoholkonsum der arbeitenden Bevölkerung in den Griff zu bekommen. Als vom 19. Jahrhundert an der industriell produzierte Branntwein den Markt überschwemmte und die sozialen Probleme der Arbeiterklasse durch die Auswirkungen der industriellen Revolution zunahmen, nahmen gleichzeitig Alkoholkonsum und Alkoholismus extrem zu und führten zum Elendsalkoholismus einkommensschwacher Schichten. Leidtragende dieser Entwicklung waren vor allem Frauen mit ihren Kindern, die oft nicht wussten, wie sie die Familie ernähren konnten, weil ihre Männer den Lohn in Alkohol umsetzten. Glücksspiel und Prostitution verstärkten diese Situation. Dazu kam, dass durch den vermehrten Einsatz von Maschinen in den Fabriken alkoholisierte Arbeiter zum Produktionsproblem wurden.
Bürgerliche Schichten, Kirche und Mediziner nahmen sich des Problems an und versuchten durch Aufklärung der Bevölkerung und mit Forderung von gesetzlichen Einschränkungen des Alkoholverkaufs und Alkoholausschanks der desaströsen Entwicklung entgegenzuwirken. Dies war der Beginn der Abstinenzbewegung, die in den verschiedenen Ländern zu unterschiedlichen Zeitpunkten startete, in den Vereinigten Staaten aber durch den Amerikanischen Bürgerkrieg von 1861 bis 1865 verspätet in den 1870ern begann. Vor allem aber der wachsenden Frauenbewegung mit Unterstützung der Evangelikalen Kirchen war es zuzuschreiben, dass die Abstinenzbewegung eine größere Aufmerksamkeit bekam.

## Geschichte der WCTU
208 Crusaders (Kreuzritter, wie sich Teile der Bewegung nannten) trafen sich am 15. Dezember 1873 in der Baptistenkirche in Fredonia im Bundesstaat New York und gründeten die Woman’s Christian Temperance Union als erste lokale Organisation des Landes. Unter der Führung von Esther McNeil besetzten und blockierten sie Kneipen, protestierten gegen den Alkoholausschank und versuchten diesen zu verhinderten. Gruppen in anderen Regionen folgten diesem Beispiel.
In dem Bedürfnis und der Notwendigkeit die Bewegung nun national zu organisieren, fand im Sommer 1874 ein Treffen aller relevanten Gruppen in Chautauqua, im Bundesstaat New York mit dem Ziel statt, eine nationale Organisation der WCTU aufzubauen. Bereits im November 1874 fand dann in Cleveland, Ohio die Gründung der National Woman’s Christian Temperance Union statt. Ohio war die Heimat mehrerer führender Abstinenzaktivistinnen wie Eliza Thompson und Matilda Gilruth Carpenter, die dort seit Ende 1873 öffentlichkeitswirksame Kampagnen gegen den Ausschank von Alkohol geführt hatten.

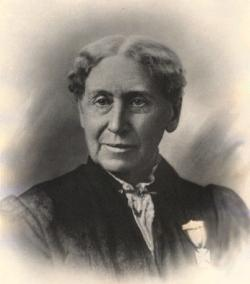
Annie Turner Wittenmyer, erste Präsidentin der Woman’s Christian Temperance Union, von 1874 bis 1879

Als erste Präsidentin der nationalen WCTU wurde Annie Turner Wittenmyer (1827–1900) gewählt. Ihr zur Seite wurde Frances Willard (1839–1898) zur Corresponding Secretary (Sekretärin für Korrespondenz) gewählt, eine Rolle, die Willard zur Schlüsselrolle der Organisation und der Bewegung ausbaute. 1879 löste Frances Willard nach einem Richtungsstreit Annie Turner Wittenmyer als Präsidentin ab. Willard schaffte es, die christlich konservative WCTU mehr und mehr zu öffnen und auf ihre Line, einer Politik des christlichen Sozialismus, zu bringen. Unter Willards Führung und den Jahren nach ihrem Tod in 1898 wuchs die WCTU mit über 345.000 Mitgliedern in 1921, in 12.000 lokalen Gruppen organisiert und in allen 53 Staaten vertreten, zur größten Frauenorganisation seiner Zeit an.
Frances Willard brachte auch die Bildung der World Women’s Christian Temperance Union in Gang, die 1883 gegründet wurde und deren Präsidentschaft sie ebenfalls übernahm. Mit diesem Anspruch eine Weltorganisation zu sein, wurde ein Jahr später 1884 Mary Greenleaf Clement Leavitt als „Missionarin“ der WCTU auf eine 8-jährige Weltreise durch alle Kontinente geschickt.

## International
- 1875 wurde die erste Women’s Christian Temperance Union Kanadas in Toronto gegründet. 1877 folgte die Gründung in Ontario und 1885 die nationale Organisation.
- 1882 wurde die erste lokale Organisation Women’s Christian Temperance Union unter Mitwirkung von Mary Greenleaf Clement Leavitt in Sydney gegründet. 1891 folgte dann die Gründung der National Women’s Christian Temperance Union of Australia in Melbourne mit dem Ziel, die regionalen Gruppen unter einer gemeinsamen Führung zu stellen. 1894 gründete Eleanor Trundle die Queensland Women’s Christian Temperance Union als sie in einer Wahl zur Präsidentin der Queensland Women's Equal Franchise Association gegen Emma Miller unterlag.[4]
- 1884 wurde mit Unterstützung der amerikanischen WCTU, vertreten durch Mary Greenleaf Clement Leavitt, die National Women’s Christian Temperance Union New Zealand von Kate Sheppard gegründet.

## WCTU heute
Nach dem Zweiten Weltkrieg ging das Interesse an den Themen der WCTU zurück und die Organisation verlor an Bedeutung. 1992 waren noch ca. 50.000 Mitglieder in der WCTU in den Vereinigten Staaten organisiert. Es wird geschätzt, dass die WCTU international heute noch in ca. 70 meist englischsprachigen Ländern vertreten ist.
Gegenüber den Restriktionen in der Zeit von der Gründung bis zum Zweiten Weltkrieg in Bezug auf die Mitgliedschaften in der WCTU, ist die Organisation heute offen für alle, die ihre Ziele unterstützen und ist damit auch keine reine Frauenorganisation mehr. Die WCTU selbst gibt an, sich heute noch, neben dem Engagement für Sozialreformen, gegen Alkohol-, Tabak- und anderen Drogenkonsum, gegen Drogenhandel, Sklaverei, Kinderarbeit und Armeebordelle einzusetzen.
Da aber all diese gesellschaftlich relevanten Themen heute von anderen nicht rein feministisch und christlich ausgerichteten Organisationen in der Öffentlichkeit stärker vertreten werden und Alkoholmissbrauch in fast allen modernen Gesellschaften als Problem zwar erkannt ist, aber allgemein als mögliche Folge der Eigenverantwortung akzeptiert wird, hat die WCTU heute als politische Organisation an Bedeutung verloren.

## Präsidentinnen der WCTU
Liste der Präsidentinnen der WCTU seit der Gründung:
- 1874–1879 – Annie Turner Wittenmyer
- 1879–1898 – Frances Willard
- 1899–1914 – Lillian M. N. Stevens
- 1914–1925 – Anna Adams Gordon
- 1925–1933 – Ella Alexander Boole
- 1933–1944 – Ida Belle Wise Smith
- 1944–1953 – Mamie White Colvin
- 1953–1959 – Agnes Dubbs Hays
- 1959–1974 – Ruth Tibbits Tooze
- 1974–1980 – Edith Kirkendall Stanley
- 1980–1988 – Martha Greer Edgar
- 1988–1996 – Rachel Bubar Kelly
- 1996–2006 – Sarah F. Ward
- 2006–2014 – Rita K. Wert
- 2014–2019 – Sarah F. Ward
- 2019–aktuell – Merry Lee Powell